# Emilio Rodríguez Ayuso
Emilio Rodríguez Ayuso, né à Madrid en 1845 et mort dans la même ville le 12 novembre 1891, fut un architecte espagnol actif à la fin du XIXe siècle.
Il est considéré comme le premier représentant — aux côtés de Lorenzo Álvarez Capra — du style néo-mudéjar pour son projet de l'Arène de Goya, construite à Madrid en 1874 (démolie en 1934 pour y construire l'actuel Palais des sports). Cet édifice servit d'inspiration pour beaucoup d'autres arènes taurines postérieures. Les Écoles Aguirre (es), construites en 1884 à Madrid, font également partie de ses œuvres les plus connues. Parmi ses autres œuvres remarquables on compte la casa del doctor Núñez qui date d'entre 1878 et 1880 ou, quelque peu postérieur, le palais du duc d'Anglade, détruit en 1970.

## Œuvres
- Palais du duc d'Anglade[1],[2] (disparu)
- Escuela Modelo de Madrid[2]
- Arène de Goya (avec Álvarez Capra)[3] (disparue)
- Écoles Aguirre (es)[4] (l'actuelle Casa Árabe (es))
- Maison du docteur Núñez (no 5 de la rue Eloy Gonzalo (es))[2]

## Postérité
Une rue lui est dédiée dans le quartier de Canillejas de Madrid.

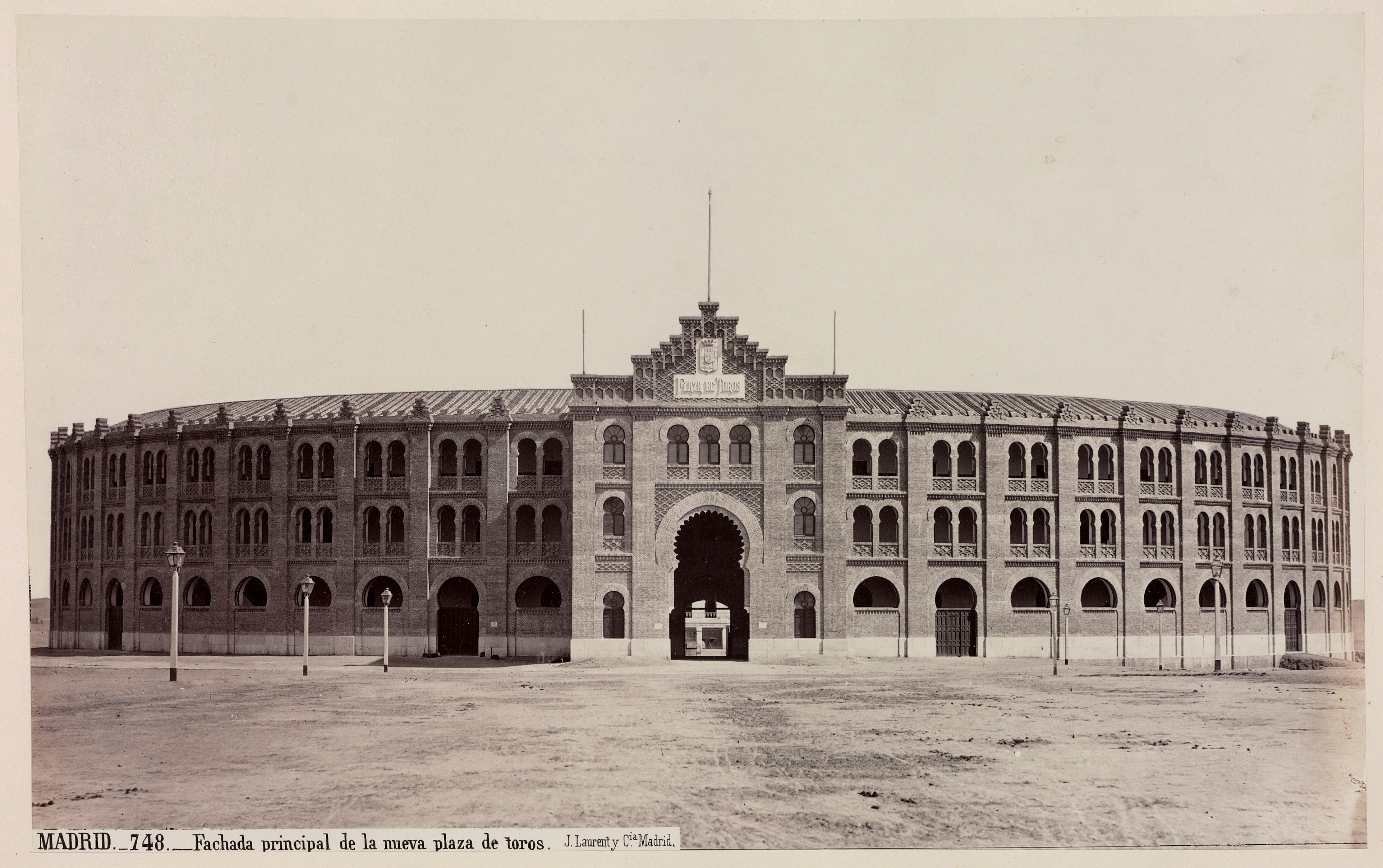
Photographie de Jean Laurent de l'ancienne Arène de Goya.
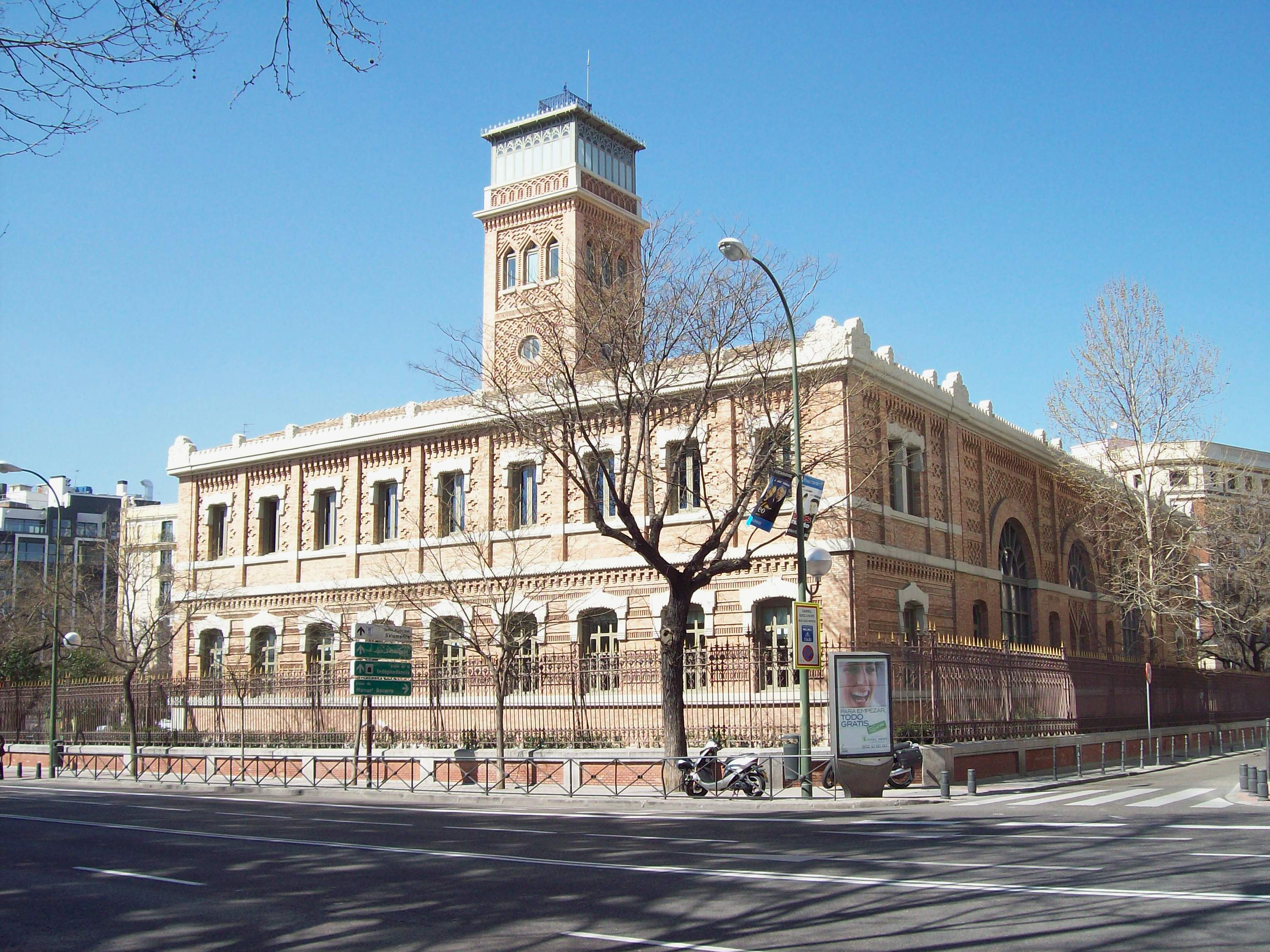
Anciennes Écoles Aguirre, rue Alcalá, Madrid.
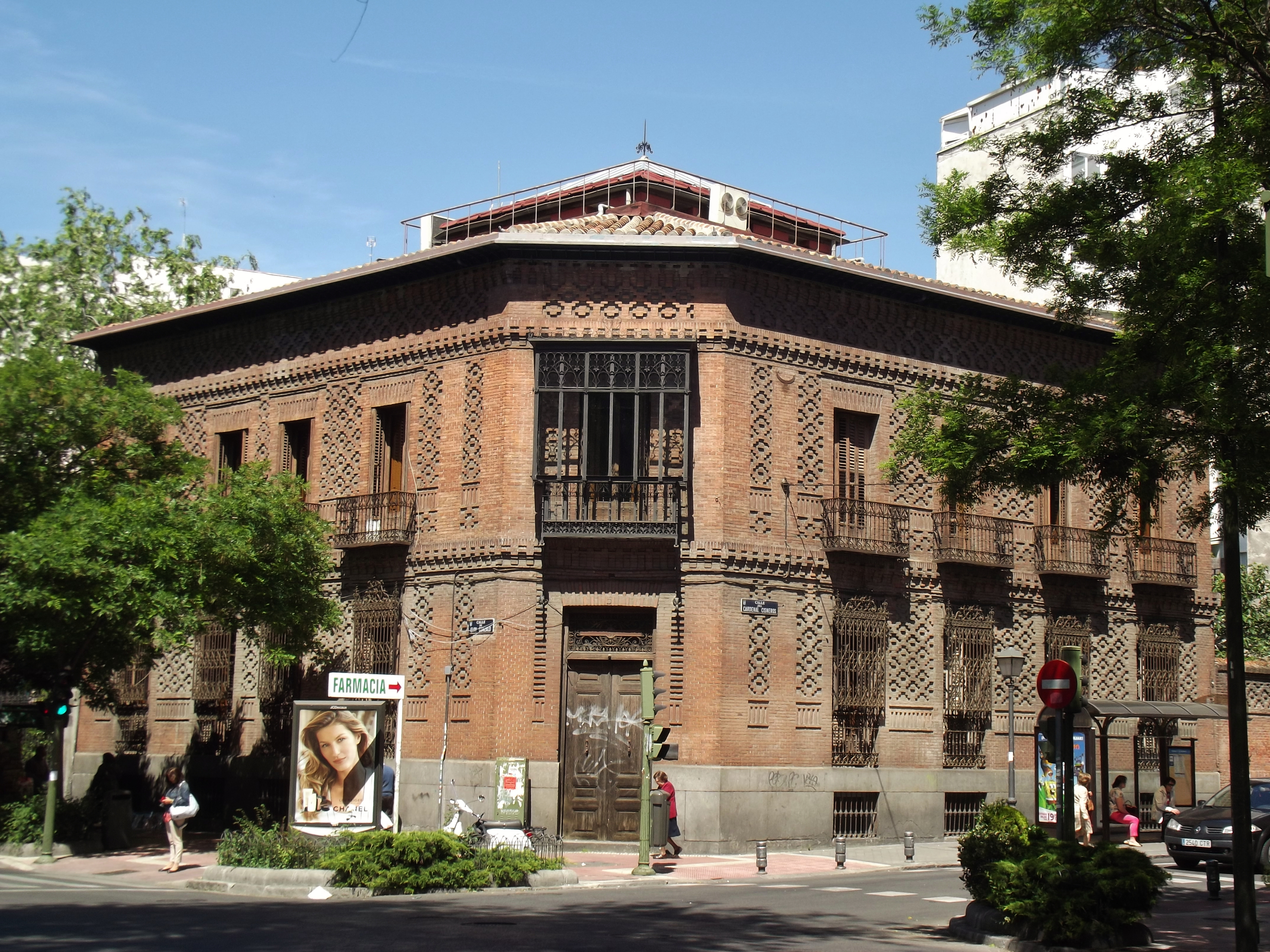
no 5 de la rue Eloy Gonzalo : la « casa del doctor Núñez ».